# Негурены
Негурены (рум. Negureni, Негурень) — село в Теленештском районе Молдавии. Является административным центром коммуны Негурены, включающей также сёла Керсак и Добруша.

## География
Село расположено на высоте 57 метров над уровнем моря.

## Население
По данным переписи населения 2004 года, в селе Негурень проживает 2860 человек (1423 мужчины, 1437 женщин).
Этнический состав села:
| Национальность | Число жителей | Процентный состав |
| -------------- | ------------- | ----------------- |
| молдаване      | 2787          | 97.45             |
| украинцы       | 56            | 1.96              |
| русские        | 9             | 0.31              |
| румыны         | 2             | 0.07              |
| прочие         | 6             | 0.21              |
| Всего          | 2860          | 100%              |